# Bartl József
Bartl József (Soroksár, 1932. szeptember 25. – Budapest, 2013. július 17.) Munkácsy Mihály-díjas magyar festő.

## Életpályája
Szülei: Bartl József és Rédlinger Erzsébet voltak. 1948–1952 között a Művészeti Gimnázium diákja volt, ahol Kántor Andor tanította. 1952–1959 között a Magyar Képzőművészeti Főiskola hallgatója volt, itt Pap Gyula, Fónyi Géza és Bernáth Aurél tanította. Tanulmányútjai során megfordult Németországban, Lengyelországban, Franciaországban, Oroszországban. 1959-től a Fiatal Képzőművészek Stúdiójának tagja, és innentől kiállító művészként dolgozott. 1972-től a Szentendrei művésztelep tagja volt. 1980-tól a szentendrei Műhely Galéria tagja volt.
Murális munkái: egy 14 és egy 16 nm-es gobelin.

## Magánélete
1968-ban házasságot kötött Dudás Irénnel. Egy lányuk született: Dóra (1970), fémműves formatervező iparművész, ékszerész.

## Művei
- Pettyezett kép (1982)
- Fejfák és oromdísz (1988)
- Komputer (1988)
- Kompozíció
- Félkör és bábu (1994)
- Négy jel (1995)
- Szív és háromszög (1995)
- Pettyezett és vonalazott (1995)
- Kék négyzet (1997)
- Kis és nagy négyzet (1997)
- Faktúra (1997)
- Pettyezett jel (1998)
- Sárga szív (1998)
- Négy forma (1998)
- Páros (1999)
- Légies formák (1999)
- Ikszes (1999)
- Barackos rózsaszín (1999)
- Barna kereszt (1999)
- Arany és kék (2000)

## Kiállításai
| - 1963, 1976, 1978, 1980-1981, 1983, 1988, 1994-1995, 2003 Budapest - 1973 Szentendre (Ligeti Erikával), Nagykőrös - 1979 Pécs (Lux Antallal, Misch Ádámmal) - 1981 Szolnok - 1984, 1992, 1996 Szentendre - 1985 München - 1986 Debrecen | - 1961 Moszkva - 1963 Párizs - 1965 Belgrád - 1968, 1976-1977, 1982, 1984-1985, 1988-1989, 1997 Budapest - 1973, 1981 Szófia - 1979 Berlin - 1988 Szentendre |

## Díjai, kitüntetései
- KISZ-díj (1963)
- Derkovits Gyula képzőművészeti ösztöndíj (1964-1967)
- az V. egri Akvarell Biennálén a Magyar Népköztársaság Művészeti Alapja díja (1976)
- a szolnoki Festészeti Triennálé díja (1981)
- Munkácsy Mihály-díj (1995)
- a XXIII. kerület díszpolgára (2000)
- Baden-Württemberg művészeti díja (2005)
- A Magyar Köztársasági Érdemrend lovagkeresztje (2009)